# Reginaldo Romero
Reginaldo Romero († 1507) war ein spanischer Geistlicher.

## Leben
Romero wurde für den Dominikanerorden zum Priester geweiht. Am 17. März 1488 ernannte Papst Innozenz VIII. ihn zum Titularbischof von Tiberias und Weihbischof in Sevilla. Im Juli 1488 weihte Diego Hurtado de Mendoza y Quiñones, Erzbischof von Sevilla, ihn in San Pablo in Sevilla zum Bischof.